# 上海复兴方案
上海复兴方案（英語：Shanghai Restoration Project，简称SRP）是一支来自纽约的当代电子音乐二人乐队，由美籍华裔艺术家梁文伟和孙云帆组成。

## 传记
2018年9月，上海复兴方案在上海“混凝草音乐节”演出。2020年，上海复兴方案乐队被困在纽约布鲁克林的公寓里，他们无法按期进行展览，巡演和其他计划，但却出乎意料地制作出了一张新专辑——《自美丽新世界交响曲》（Brave New World Symphony）。